# 耕作

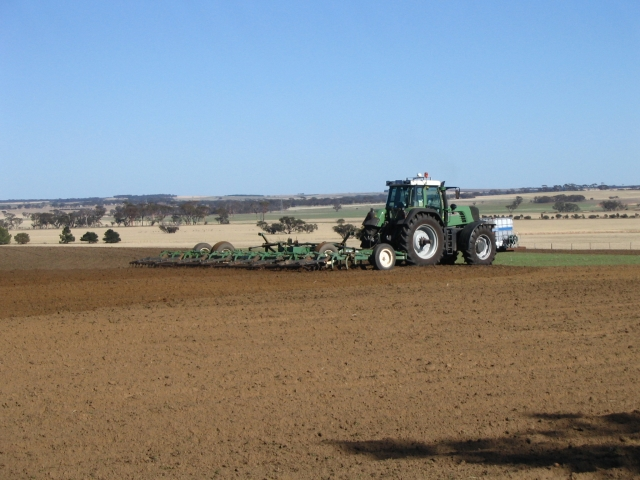
早雨后的耕作

耕作是农业中准备土壤的过程，它包括各种机械搅动，如挖掘、搅拌，以及翻覆，整地過程包括犁田、耙田、耖田及碌碡。使用手工工具进行人力耕作的方式包括铲、挖、掘、锄和耙。使用畜力或机械的耕作方式包括犁、耕、滚（用表土镇压器或其它磙）、耙和耘（用带牙的耕田机）。小规模的园艺及农艺，比如粮食自给或小企业生产，倾向于使用小规模方法，而大中型农业生产则倾向于使用大规模方法。
较深、较彻底的被归类为初耕；而较浅的，并且有时会选择部分区域进行耕作的，则为复耕。初耕，例如犁地，倾向于制造高低不平的地表，而复耕则倾向于制造较平整的地表，例如，很多作物要求良好的苗床。拓荒和旋耕往往将初耕和复耕结合在一起。

## 历史

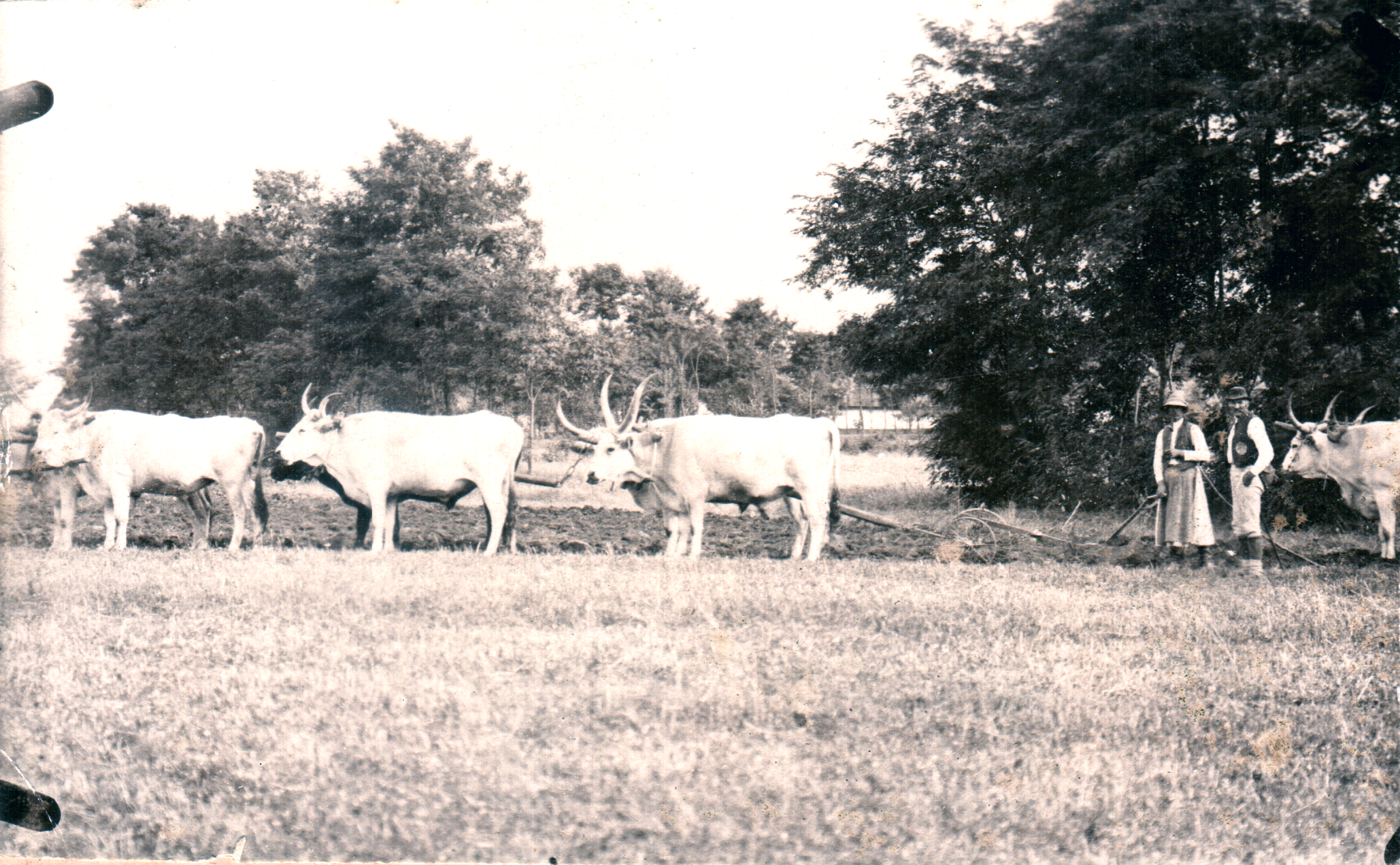
用匈牙利灰牛耕地

耕作最初是靠人力进行的，有时还涉及到奴隶。也会使用有蹄类动物通过践踏的方式来犁地。后来发明了木制的犁。它可以靠人来拉动，或者靠骡、牛、象或类似的强壮动物。马通常并不合适，除了个别品种如克莱兹代尔马是被作为役畜来饲养的。钢制犁的出现使得美国中西部得以开垦农业，那里是艰苦的大草原，草和岩石都会造成麻烦。二十世纪刚一开始，拖拉机便进入农业生产领域，并最终使现代化大规模农业生产成为可能。

### 初耕和复耕
初耕通常在上次收割后进行，那时土壤还比较湿，足以犁地，而且容易牵引。某些土壤类型可以干犁。初耕的目的是获得合理的软土深度，纳入作物残留物，杀灭杂草，以及使土壤透气。复耕包含所有后续耕作，它是为了纳入化肥，将土壤降低至更好的耕层，平整表面，或控制杂草。

### 少耕
少耕会留下15～30%的作物残留物覆盖在土壤上，或者在严重侵蚀时期使用550～1100公斤/公顷（500～1000磅/英亩）的小谷物残留物。这可能需要使用凿子犁，土地耕耘机，或者其它工具。

### 集约耕作
集约耕作留下少于15％的作物残留物作为覆盖物，或者少于550公斤/公顷（500磅/英亩）的小谷物残留物。这种耕作类型通常被称为常规耕作，但由于保护耕作现在比集约耕作应用得更广泛（美国），所以把这种耕称作常规，实际上往往并不恰当。集约耕作往往涉及多种操作，使用的器具包括犁板、盘和/或凿犁。然后用耖、滚篮进行整理，刀具可用于准备苗床。还有许多变化。

### 保护耕作
保护耕作留下至少30%的作物残留物在土壤表面，或者在严重土壤侵蚀时期，留下至少1,100公斤/公顷（1,000磅/英亩）的小谷物残留物在表面上。这会减缓水的运动，从而降低土壤侵蚀量。此外，保护耕作被发现对捕食性节肢动物有好处，这可以加强病虫害的控制。保护耕作还有利于农民降低燃料消耗和土壤板结。通过减少农民穿过田地的次数，农民可以大幅度节省燃料和劳动。自1997年以来，在大多数年份中，保护耕作在美国耕地中的使用都超过了集约耕作或少耕。
然而，由于减少了黑暗的泥土曝露给春天温暖的阳光的机会，保护耕作延迟了温暖土壤的时间，因此也延迟了第二年春天种植玉米作物的时间。
- 免耕——从不使用犁、盘等。目标是100％的地面覆盖。
- 条耕（英语：Cultivator）——耕作窄条，以便种植种子，留下行间的土壤不耕作。[6]
- 覆盖免耕（英语：Mulch-till）
- 转耕——每两年耕耘一次土壤，或者更少（每隔一年或每三年，等等。)[6]
- 脊耕作

### 间耕
间耕是深耕的一种变化形式，它只耕作其中的一些窄条，而窄条之间的土壤则保持不耕作。这种耕作方式有助于减少土壤压实问题，并改善内部土壤排水。间耕的设计目的是，只直接破碎栽培农作物的行正下方的窄条的土壤。免耕依赖于上年的作物残留来保护土壤，并帮助保持土壤的温暖和北方气候下的作物生长。相比之下，间耕借助约5英寸宽的窄条打破犁底层，同时帮助土壤变暖和准备苗床。如果与使用覆盖作物相结合，间耕有助于减少有机物流失，抑制土壤恶化，改善土壤排水，增强土壤对水和养分的保持能力，并能让必要的土壤有机体得以生存。
在美国，它被成功地应用于中西部和西部地区的农场已超过40年，目前有超过36％的农田仍在使用。目前仍在实践间耕的具体的州有宾夕法尼亚、康涅狄格、明尼苏达、印第安纳、威斯康星和伊利诺伊。
不幸的是，在美国北部玉米带各州所产生的结果并不一致；不过，深耕仍然存在吸引力。在排水不畅的区域，深耕可以被用来替代安装更昂贵的瓦管排水。

## 影响

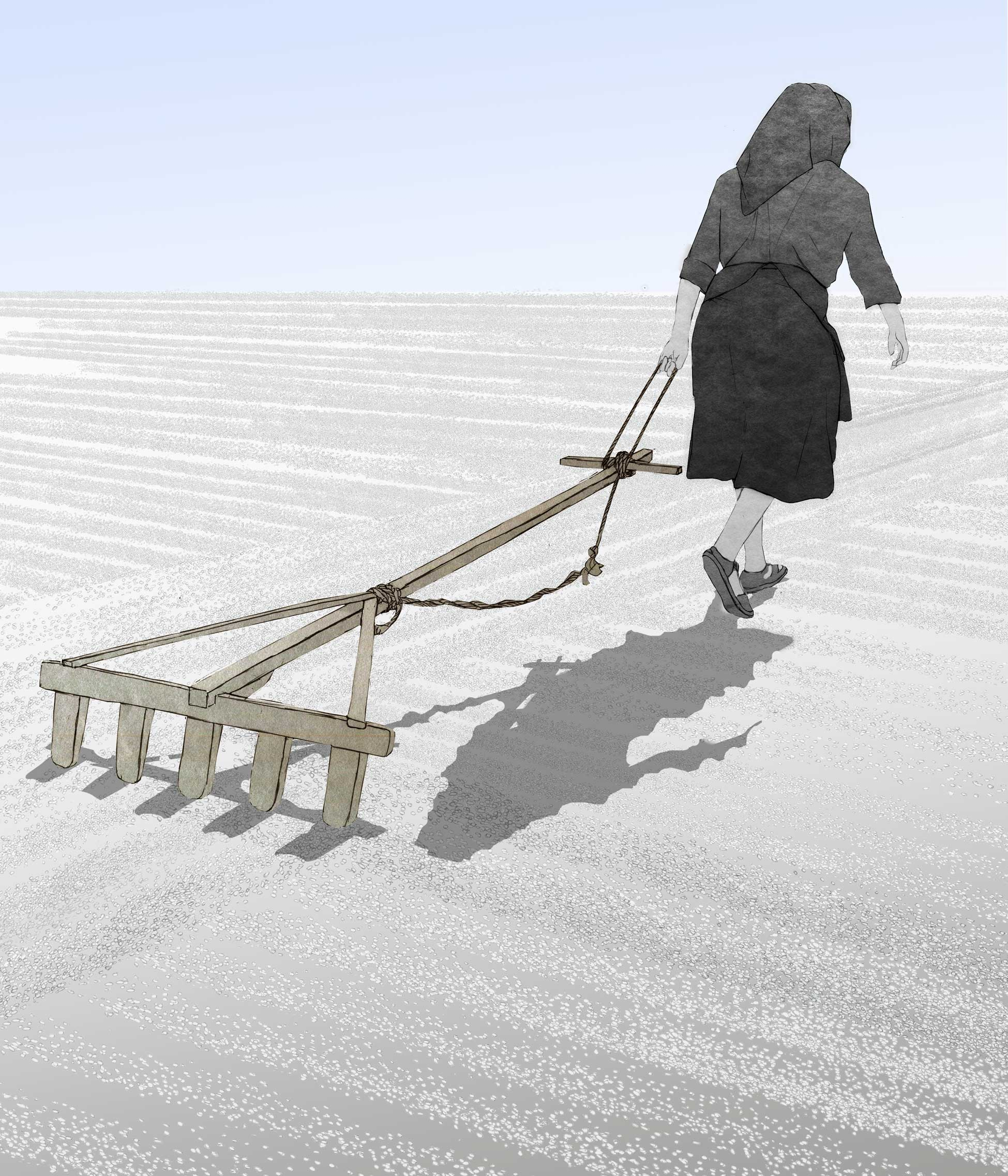
稻谷的耕作。巴伦西亚民族博物馆。

### 正面影响
- 为顶层土壤松土和曝气，这有利于种植农作物。[12]
- 有助于将收割残留物、有机物（腐殖质）和营养物均匀地混合入土壤。[12]
- 机械地除掉杂草。[12]
- 在播种前干燥土壤（在潮湿气候中，耕作有助于保持土壤干燥）。[12]
- 秋季耕作，有助于暴露土壤碎屑，度过冬季的上冻和解冻，这有利于为春种形成较平整的地表。[12]

### 负面影响
- 播种前使得土壤干燥。[12]
- 土壤失去了很多养分，象氮和肥料，以及它的储水能力。[12][注 2]
- 降低土壤的水渗透率（导致更多的径流和侵蚀[12][13]，由于土壤吸收水分的速度较之前慢）。[注 3]
- 导致土壤颗粒的粘结力下降，从而诱发侵蚀。
- 化学成分流失。[12][注 3]
- 减少了土壤中的有机物。[12][注 4]
- 减少了微生物、蚯蚓、蚂蚁等。[14]
- 破坏了土壤的聚集。[12][14]
- 压实土壤。[12][14][注 2][注 3]
- 富营养化（养分流入水体）。[注 3]
- 留下来的残余物会吸引蛞蝓、切根虫、粘虫和其它害虫。[15]
- 作物疾病可以潜伏在表面残留物中。[15]

## 综合意见
- 器具的类型会造成很大差异，虽然其它因素也会有影响。[16]
- 在绝对黑暗中耕作（夜耕）可以使之后杂草的发芽率降低一半。对于打破某些杂草种子的休眠来说，光是必需的。因此，耕种时暴露在阳光下的种子越少，发芽的就越少。这将有助于在除草时减少对除草剂的需求。[17]
- 当使用某些耕作器具（圆盘犁和錾式犁）提高速度是，会导致更密集的耕作（即土壤表面的残留物更少）。
- 增加盘的角度会导致残留物被埋得更深。增加它们的凹度会使它们更给力。
- 錾式犁可以带长钉或扫帚。长钉更给力。
- 可以用残留物百分比来比较耕作系统的优劣，因为作物残留物（英语：Crop residue）的量能反映由于侵蚀造成的土壤流失。[16][18]

## 定义
初耕的作用是松土并混入肥料和/或种植物料，耕完后土壤质地很粗糙。
复耕会使土壤更精细，有时候还会形成垄，及备好苗床。它还能在整个生长季，直至作物成熟期间控制杂草，除非除草已经被少耕或免耕方法所替代，如除草剂。
- 苗床的准备可以使用耖（其中包括许多种类）、穴播机（英语：Dibber）、锄、铲、旋耕机（英语：Rotary tiller）、深耕犁（英语：Subsoiler）、成垄耕机（ridge- or bed-forming tiller）、磙或耕耘机。
- 除草是通过耕作来实现的，通常使用耕耘机或锄。它们翻动作物周围的几厘米表层土壤，但尽量减少对作物本身的影响。耕耘能除杂草，其机制有二：除根及掩埋它们的叶子（切断它们的光合作用），或者两者的结合。除草既能防止杂草与农作物争夺水和阳光，又能防止杂草成熟、播种，从而降低日后杂草的入侵。

## 替代耕作
现代农业科学已经极大地减少了耕作的使用。农作物在多年没有任何耕作的情况下也可以正常生长，新的技术包括使用除草剂来控制杂草，改良作物品种来适应压实的土壤，以及发明新的机器来播种或熏蒸土壤而并不真正地挖掘土壤。这种做法叫做免耕农业，它可以降低成本，同时通过减少土壤侵蚀和柴油的使用来减少对环境的改变。

## 林地的场地准备
场地准备是为播种或种植作准备，而在场地应用的任何处理方法。其目的是通过选择方法，来促进场地的再生。场地准备可以被设计，以单独或以任意组合来实现：通过减少或重新安排动线来改进通路，以及改善不利的林地、土壤、植被、或其它生物因素。场地准备的目的是改善一项或多项约束，否则它们可能会阻碍管理目标。McKinnon et al. (2002)准备了一份有价值的书单，其内容涵盖了土壤温度的影响，以及高山和北方针叶林树种的场地准备。
场地准备是在森林地区再生之前要完成的工作。又是也会用燃烧来进行场地准备。

## 扩展阅读
- Brady, Nyle C.; R.R. Weil.  [土壤的性质] 13. 新泽西: 普林帝斯霍尔. 2002. ISBN 0-13-016763-0 （英语）.